# نهر جيمس (داكوتا)
نهر جيمس أو نهر جيم أو نهر داكوتا (بالإنجليزية: James River) هو أحد روافد نهر ميسوري، يمتد على طول ما يقرب من 710 ميلاً (1140 كم)، ويستنزف مساحة 20653 ميلاً مربعاً (53490 كم²) ويقع في ولايتي نورث داكوتا داكوتا الجنوبية الأمريكية. حوالي 70 في المئة من النهر يقع في ولاية داكوتا الجنوبية. يوفر النهر الصرف الرئيسي لمنطقة الأراضي المنخفضة المسطحة في داكوتا بين هضبتي تلة ميسوري ومنحدر تل البراري. تشكلت هذه المنطقة الضيقة بواسطة فالق جيمس لغطاء لورنتيد الجليدي خلال العصر الجليدي الأخير، ونتيجة لذلك فإن مستجمعات المياه في النهر ضيقة ولديها عدد قليل من الروافد الرئيسية النهر بطوله.
ينخفض نهر جيمس حوالي 5 بوصة (130 مـم) لكل 1 ميل (1.6 كـم)، وهذا التدرج المنخفض يؤدي أحيانًا إلى التدفق العكسي. حيث يحدث التدفق العكسي عندما يؤدي التدفق العالي من الروافد إلى تدفق مياه نهر جيمس أعلى المنبع لعدة أميال فوق المياه المنضمة. يحدث هذا في أغلب الأحيان شمال مدينة هورون بداكوتا الجنوبية.
يقع منبع النهر في مقاطعة ويلز، حوالي 10 ميل (16 كم) شمال غرب مدينة فيسيندين. يتدفق لفترة وجيزة شرقا نحو مدينة نيو روكفورد، ثم بشكل عام عبر شرق داكوتا الشمالية، بعد مدينة جيمستاون، حيث تم حجزه أولاً بواسطة خزان كبير (وهو سد جيمستاون)، ثم ينضم إليه نهر بيبستيم. ليشق طريقه شمال شرق داكوتا الجنوبية في مقاطعة براون، حيث يتم حجزه لتشكيل خزانين شمال شرق مدينة أبردين.
في كولومبيا، ينضم إليه نهر إلم. ويتدفق جنوبًا عبر شرق ولاية ساوث داكوتا، ويمر بمدينتي هورون وميتشل، حيث ينضم إليه فيريستيل كريك. جنوب ميتشل، يتدفق إلى الجنوب الشرقي وينضم إلى نهر ميسوري شرق يانكتون. يتدفق نهر جيمس بالكامل عبر ولاية داكوتا الجنوبية، وهو النهر الوحيد الذي يقوم بذلك بخلاف نهر ميسوري.
تشمل ظروف النهر خلال السنوات العادية المياه الراكدة على كل من نهر جيمس وروافده بالإضافة إلى الفيضانات. تحدث الفيضانات بعد ذوبان الثلوج أو هطول أمطار غزيرة، حيث يخترق الماء بسهولة ضفاف جيمس المنخفضة، وتميل مثل هذه الفيضانات إلى تغطية جزء كبير من السهول الفيضية.

## تاريخ

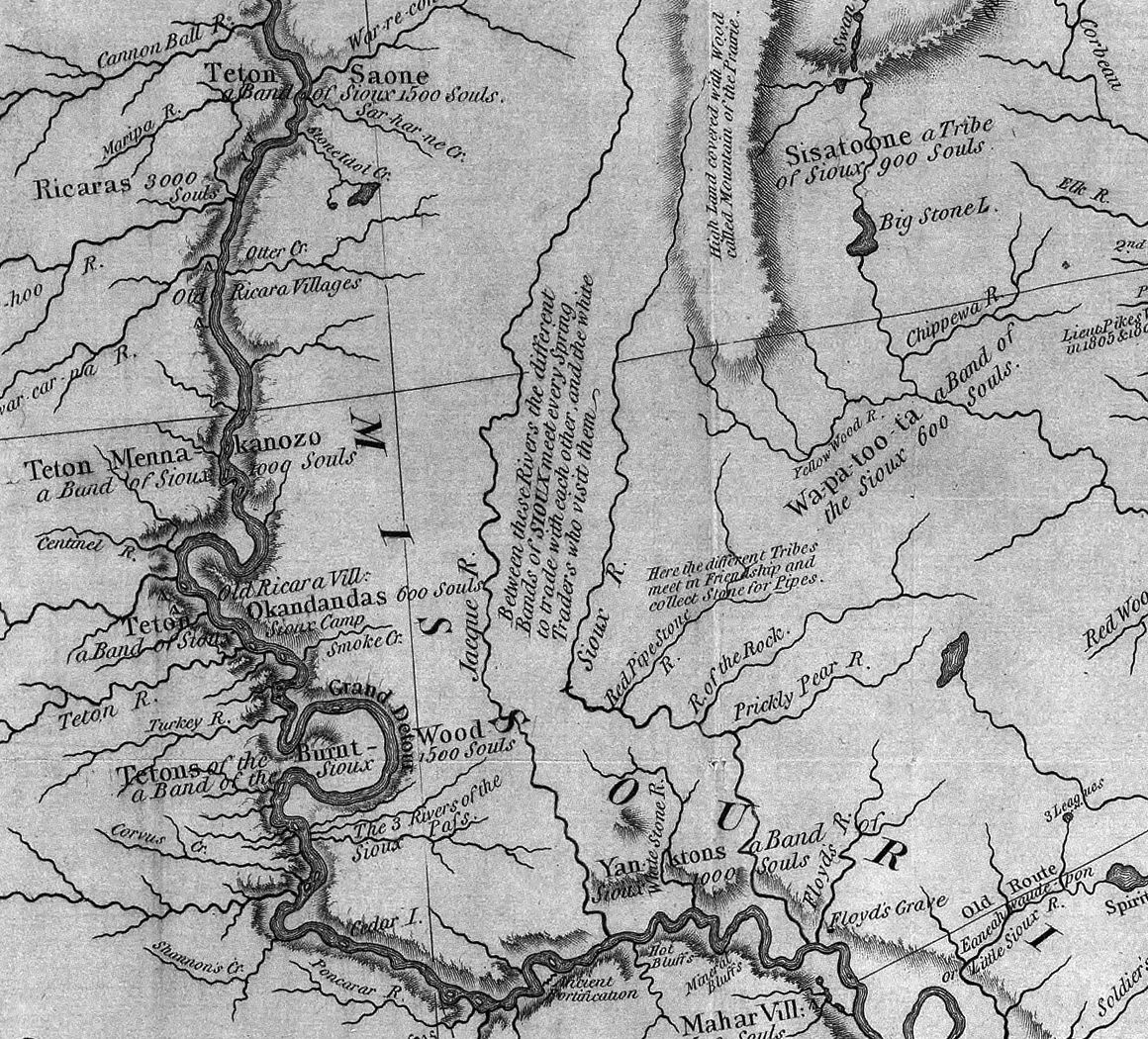
يُظهر هذا المقتطف من خريطة لويس وكلارك لعام 1814 أنهار غرب ولاية أيوا وجنوب داكوتا الشرقية. يُرى جيمس (جاك) بالقرب من وسط الخريطة الأيسر.

أُطلق على النهر في الأصل اسم "نهر إتازيبوكاسي" وهي كلمة مصدرها السكان الأصليون للمنطقة وتعني نهر غير قابل للملاحة (بالغة السيوكسية: E-ta-zi-po-ka-se Wakpa)، وقد أطلق عليه جان ترودو، وهو تاجر فرنسي، اسم نهر جاك في عام 1794. وتم تحويل هذا الاسم لاحقًا إلى نهر جيمس، وهو الاسم الذي استخدمه البيض المحليون في الوقت الذي تم فيه دمج إقليم داكوتا. ومع ذلك أعاد القانون العضوي لإقليم داكوتا لعام 1861 تسميته بنهر داكوتا. وقد فشل الاسم الجديد في الحصول على الاستخدام الشائع واحتفظ النهر باسمه قبل عام 1861.
لا علاقة لاسم النهر، وتسوية جيمستاون حيث كان اسمه أقدم من توماس ل. روسر الجنرال الكونفدرالي السابق الذي ساعد في بناء سكة حديد شمال المحيط الهادئ عبر ما أصبح الآن داكوتا الشمالية، بعد المستعمرة الإنجليزية جيمستاون في موطنه فرجينيا.